# 陳金銘
陳金銘（1958年5月1日—），前中華民國拳擊國手。曾代表1984年夏季奧林匹克運動會中華台北代表團參加1984年奧運拳擊51公斤級比賽。曾擔任1988年夏季奧林匹克運動會中華台北拳擊培訓隊教練。前台南市復興國中老師。現任國際三星裁判，以及中華民國拳擊協會技術暨裁判委員會委員、選訓委員會副主任委員、運動員委員會副主任委員。